# Synagoga chasydów z Chabad-Lubawicz w Mińsku
Synagoga chasydzka zwana też lubawicką – nowa synagoga znajdująca się w Mińsku przy ulicy Kropotkina 22 zbudowana w 2005 na bazie starej bóżnicy chasydzkiej.
Pierwotny dom modlitewny został wzniesiony w 1910 przy obecnej ulicy Kropotkina przez wyznawców Chabad Lubawicz. Do 1935 odprawiano w nim nabożeństwa, później bóżnica została zabrana przez państwo. Dopiero w 1990 budynek został zwrócony gminie żydowskiej.
Gmina zdecydowała się na postawienie w tym miejscu nowego, bardziej odpowiadającego potrzebom społeczności gmachu. Część starej bóżnicy została zachowana we wnętrzu nowej. Poszukiwaniem sponsorów zajęła się organizacja "Kolel chabad" – największy udział w sfinansowaniu budowy ma rodzina Ror z Nowego Jorku i Fiszer z Jerozolimy.
Odbudowę świątyni nadzorowała Federacja Gmin Żydowskich Wspólnoty Niepodległych Państw (Федерация еврейских общин СНГ) na czele z Lewim Lewajewem oraz międzynarodowa fundacja edukacyjna Or Awner.
Wstępne prace zostały zakończone w 2005. Budynek został zaprojektowany w formie rozwiniętego zwitka Tory, po obu stronach fasady będzie zapisanych dziesięć przykazań – po lewej stronie po hebrajsku, po prawej po rosyjsku.